# Desaparecido (serie de televisión)
Desaparecido (Desagertuta en euskera) es una serie de thriller vasco, producida por Zebra Producciones y Pausoka para las plataformas Primeran y Netflix. Fue grabada simultáneamente en euskera y en castellano —es decir, cada secuencia se rodó en dos versiones.

## Argumento
Tras una noche de acampada en el monte con sus amigos, Jon Aguirre (interpretado por Jon Lukas) desaparece misteriosamente, dejando como única pista un inquietante vídeo publicado en redes sociales justo antes de su desaparición. La madre de una amiga de Jon, la inspectora Maite Zabala (Itziar Atienza), y la policía inician una investigación que revela oscuros secretos del grupo, mientras la narrativa alterna entre el presente y flashbacks que desvelan el trasfondo emocional de los personajes .

## Reparto

### Principal
- Itziar Atienza como Maite Zabala
- Jon Lukas como Jon Agirre
- Ainhoa Azpitarte como Amaia
- Ainhoa Larrañaga como María
- Ane Rot como Ane
- Asier Rikarte como Iker Olarra
- Julen Taboada como Javi
- Unai Arana como Mikel

con la participación especial de
- Gorka Otxoa como Iñaki Aguirre

### Recurrente
- Jon Olivares como Otxoa
- Iñigo Aranburu como Patxi
- Sara Cózar como Irene
- Iñigo Aranbarri como Comisario (Episodio 1 - Episodio 3; Episodio 5; Episodio 7 - Episodio 8)
- Aitor Beltrán como David (Episodio 1; Episodio 3; Episodio 5 - Episodio 6; Episodio 8)
- Aitor Borobia como Espeleólogo (Episodio 1 - Episodio 2; Episodio 8)
- Miren Gojenola como Madre de Mikel (Episodio 1 - Episodio 2; Episodio 8)
- Dorleta Urretabizkaia como Madre de Iker (Episodio 1; Episodio 6; Episodio 8)
- Susana Soleto como Madre de Ane (Episodio 1; Episodio 7 - Episodio 8)
- Ainhoa Aierbe como Profesora (Episodio 3 - Episodio 5)
- Ylenia Baglietto como Anabel (Episodio 3 - Episodio 5; Episodio 8)

### Invitado
- Martín Suquía como Eneko (Episodio 2; Episodio 8)
- Omar Somai como Inspector de policía (Episodio 2)
- Bárbara Rivas como Abogada de Mikel (Episodio 2)
- Beñat Iturbe como Álex (Episodio 3; Episodio 5)
- Asier Hernández como Mendigo (Episodio 3 - Episodio 4)
- Amaia Lizarralde como Directora del instituto (Episodio 5)
- Aitor Fernandino como Agente Olarra (Episodio 5)
- Noa Pryce como Catherine (Episodio 5)
- Leire Martínez como Nerea (Episodio 6; Episodio 8)
- Unax Hayden como Ander (Episodio 6; Episodio 8)
- Arnatz Puertas como Imanol (Episodio 6; Episodio 8)
- Xanti Agirrezabala como Koldo (Episodio 6)

## Episodios
| N.º | Título       | Dirigido por  | Escrito por                                        | Fecha de estreno en Primeran | Fecha de estreno en Netflix |
| --- | ------------ | ------------- | -------------------------------------------------- | ---------------------------- | --------------------------- |
| 1   | «Los amigos» | Estel Díaz    | Xabi Zabaleta Con la participación de: Maite Duque | 19 de mayo de 2025           | 21 de mayo de 2025          |
| 2   | «Mikel»      | Estel Díaz    | Marta Grau                                         | 19 de mayo de 2025           | 21 de mayo de 2025          |
| 3   | «María»      | Jabi Elortegi | Jesica Aran y Xabi Zabaleta                        | 26 de mayo de 2025           | 28 de mayo de 2025          |
| 4   | «Javi»       | Jabi Elortegi | Marta Grau                                         | 2 de junio de 2025           | 4 de junio de 2025          |
| 5   | «Amaia»      | Jabi Elortegi | Jesica Aran y Xabi Zabaleta                        | 9 de junio de 2025           | 11 de junio de 2025         |
| 6   | «Iker»       | Jabi Elortegi | Marta Grau                                         | 16 de junio de 2025          | 18 de junio de 2025         |
| 7   | «Ane»        | Estel Díaz    | Jesica Aran y Xabi Zabaleta                        | 23 de junio de 2025          | 25 de junio de 2025         |
| 8   | «Jon»        | Estel Díaz    | Xabi Zabaleta                                      | 30 de junio de 2025          | 2 de julio de 2025          |